# Skvorrejaure
Skvorrejaure är en sjö i Arvidsjaurs kommun i Lappland och ingår i Piteälvens huvudavrinningsområde. Sjön har en area på 0,0669 kvadratkilometer och ligger 350,2 meter över havet. Skvorrejaure ligger i Piteälven Natura 2000-område.

## Delavrinningsområde
Skvorrejaure ingår i det delavrinningsområde (731586-165685) som SMHI kallar för Utloppet av Malmesjaure. Medelhöjden är 380 meter över havet och ytan är 62,83 kvadratkilometer. Räknas de 66 avrinningsområdena uppströms in blir den ackumulerade arean 924,39 kvadratkilometer. Abmoälven som avvattnar avrinningsområdet har biflödesordning 2, vilket innebär att vattnet flödar genom totalt 2 vattendrag innan det når havet efter 152 kilometer. Avrinningsområdet består mestadels av skog (71 procent). Avrinningsområdet har 13,86 kvadratkilometer vattenytor vilket ger det en sjöprocent på 22,1 procent.